# 近藤一
近藤 一（こんどう はじめ、1920年3月31日 - 2021年5月4日）は元陸軍兵士。三重県出身。「兵士達の沖縄戦を語り継ぐ会」(すでに解散)、不戦兵士・市民の会(現 : 不戦兵士を語り継ぐ会)の語りべ(戦場体験証言者)だった。

## 生涯
三重県生まれ。
1940(昭和15)年12月、徴兵により、独立混成第4旅団第13大隊に現役入営、中国山西省で討伐作戦に参加。第62師団への改変後、1944(昭和19)年より沖縄で戦闘をさせられた。3度のバンザイ突撃を敢行、沖縄戦では「九九死に一生」(九死に一生ではない)で偶然にも生きながらえた。
戦後は、1980年代中頃から沖縄戦の元兵士4人と「兵士達の沖縄戦を語り継ぐ会」を結成。沖縄戦の悲惨さを語り始めた。
1989年に「若者に銃を持たせない」などを祈念した不戦兵士・市民の会(当時は「不戦兵士の会」、1997年より応援する市民も加わり「不戦兵士・市民の会」、2023年〜「不戦兵士を語り継ぐ会」)の発足メンバー。
東海支部の結成集会では、元兵士15人中発言のあった5人のうち、唯一「私は戦争という非常事態であったけれども、中国で十数人の中国人を、沖縄で十数人の米兵を殺傷しています」と語った。
その後、1995年(戦後50年)市民集会や高校での講演が増えるなかで、加害も語らねば本当に戦争を語ったことにならないと考えてるようになり、自分がいた部隊の加害も、そして自己の加害も積極的に語り出した。
2003年以降「山西省を明らかにする会」メンバーと、かっての戦場・山西省を何度も訪れた。沖縄へは6月23日、毎年沖縄に訪問したが、時には現地の大学(琉球大学など)でも講演をしていた。
2015年10月の愛知県の高校生350人を前に最終講演(愛知県高校生フェスティバル実行委員会主催　約50校350人が参加)をした。その後も、研究者やメディアの個別訪問によるインタビュー取材をしばらくは受けていた。